# Encarsia longicornis
Encarsia longicornis is een vliesvleugelig insect uit de familie Aphelinidae. De wetenschappelijke naam is voor het eerst geldig gepubliceerd in 1928 door Mercet.